# Джейтли, Селина
Селина Джия Джейтли (англ. Celina Jia Jaitley; род. 24 ноября 1981 года, Шимла, Химчал Прадеш, Индия) — индийская актриса и фотомодель. Победительница конкурса «Мисс Индия» и 4-я вице-мисс Вселенная 2001.

## Биография
Родилась 24 ноября 1981 года в Кабуле, столице Афганистана (По иным источникам в Шимле, Индия). Её отец В.К. Джейтли — пенджабец, полковник армии. Мать Мита — афганка, психолог по образованию, работала медсестрой в Индийских вооруженных силах. У Селины есть брат, который служит в индийском спецназе. Из-за того, что отец Селины — военный, семья часто переезжала с места на место, и она росла в разных городах страны. Селина успела поучиться в 13 разных школах, но в конечном итоге семья поселилась в Калькутте, где она провела большую часть своей юности и училась в колледже. С самого детства Селина мечтала присоединиться к армии в качестве врача или летчицы. Однако судьба распорядилась иначе. Селина окончила отделение торговли в Национальном открытом университете имени Индиры Ганди в Нью-Дели и устроилась на работу в компанию-оператор сотовой связи.
В 2001 году Селина выиграла местный конкурс красоты. Затем отправила фотографии и анкету организаторам национального конкурса красоты «Мисс Индия», прошла отборочные туры и завоевала титул «Мисс Индия 2001». В дополнение к титулу Королевы красоты, она выиграла звание  «Miss Margo Beautiful Skin». Затем Селина была удостоена представлять свою страну на конкурсе «Мисс Вселенная», где заняла 4-е место. После этого она снималась в видеоклипах и рекламе. Является лицом египетской турфирмы и ювелирной компании Diya Diamond Jewellery.
В 2003 году режиссёр Фероз Хан предложил ей роль в драме «Владелец клуба „Ангара“». В 2007 году Селина отправилась в Новую Зеландию, где проходили съемки её первого международного фильма «У любви нет языка», романтической комедии об отношениях между индианкой и маори. В 2008 году она появилась в фильме «Веселые мошенники возвращаются».
Фильм, который стал для неё последним на данный момент Will You Marry Me?, где она сыграла небольшую роль.

## Личная жизнь
Селина встречалась Шоном Тигом, но вскоре они очень некрасиво расстались. В январе 2011 года она объявила о своей помолвке с австрийским предпринимателем, владельцем гостиницы, Питером Хаагом. Свадьба состоялась 23 июля 2011 году в Австралии. В 2012 в Дубае Селина родила мальчиков-близнецов Уинстона и Вираджа. В 2014 году Селина решила стать певицей, выпустив песню «Welcome», посвященную борьбе с гомофобией.
В 2017 году она объявила, что снова беременна близнецами. 10 сентября того же года она произвела на свет двух мальчиков, которых назвали Артур и Шамшер, однако 30 сентября Шамшер скончался из-за проблем с сердцем.

## Фильмография
| Год  |   | Русское название               | Оригинальное название             | Роль                                     |
| ---- | - | ------------------------------ | --------------------------------- | ---------------------------------------- |
| 2003 | ф | Владелец клуба «Ангара»        | Janasheen                         | Джессика Перейра                         |
| 2003 | ф | Коварный друг                  | Khel                              | Санжи Батра                              |
| 2005 | ф | Искусство любить               | Silsiilay                         | Прити                                    |
| 2005 | ф | В водовороте неприятностей     | No Entry                          | Санджана Саксена                         |
| 2006 | ф | Юные и влюбленные              | Jawani Diwani: A Youthful Joyride | Рома Фернандес                           |
| 2006 | ф |                                | Tom, Dick and Harry               | Селина                                   |
| 2006 | ф | Узник прошлого                 | Zinda                             | Ниша Б. Рой                              |
| 2006 | ф | Наша мечта деньги..?           | Apna Sapna Money Money            | Сания                                    |
| 2007 | ф | Красные цвета любви            | Red: The Dark Side                | Анахита Саксена                          |
| 2007 | ф | Шакалака Бум Бум               | Shakalaka Boom Boom               | Шина                                     |
| 2007 | ф | Привет, малышка!               | Heyy Babyy                        | приглашенная звезда в песне «Heyy Babyy» |
| 2008 | ф | Деньги решают всё!             | Money Hai Toh Honey Hai           | Шрути                                    |
| 2008 | ф | Веселые мошенники возвращаются | Golmaal Returns                   | Мира Наир                                |
| 2009 | ф | Постояльцы                     | Paying Guests                     | Калпана                                  |
| 2010 | ф |                                | Hello Darling                     | Сэнди Д'Соуза                            |
| 2010 | ф | Происшествие на Хилл-роуд      | Accident on Hill Road             | Сонам Чопра                              |
| 2011 | ф | Благодарю тебя                 | Thank You                         | Майя                                     |
| 2012 | ф | Выйдешь за меня замуж?         | Will You Marry Me                 | Вайшали                                  |